# Don't Wanna Lose You
Don't Wanna Lose You é uma música escrita e gravado por Gloria Estefan. Foi lançada em 1989 como primeiro single do álbum Cuts Both Ways, atingindo a primeira colocação na Billboard Hot 100, seu segundo single a conseguir tal feito. A canção fez muito sucesso no Brasil e esteve incluída na trilha sonora da novela Top Model (telenovela), exibida pela Rede Globo entre 1989-1990.

## Formatos e faixas
UK Maxi-CD single (655054 2 (The Ballads))
1. "Don't Wanna lose You" (Versão do álbum)
2. "Anything for You"
3. "Can't Stay away from You"
4. "Words get in the Way"

U.S. cassette single (34T 68959)) and 7" single (34-68959)
1. "Don't Wanna lose You" (Versão do álbum)
2. "Si Voy a Perderte"

## Videoclipe
O Videoclipe da canção Don't Wanna Lose You foi gravado em preto e branco e mostra Gloria Estefan, em um vestido simples, cantando no jardim de uma casa. De vez em quando mostra imagens de três casais dançando lentamente ao ritmo da música.

## Paradas
| Parada (1989)                     | Melhor posição |
| --------------------------------- | -------------- |
| Dutch Singles Chart               | 3              |
| German Singles Chart              | 41             |
| Irish Singles Chart               | 6              |
| Swedish Singles Chart             | 13             |
| UK Singles Chart                  | 6              |
| U.S. Billboard Hot 100            | 1              |
| U.S. Billboard Adult Contemporary | 2              |
| U.S. Billboard Hot Latin Tracks   | 1              |